# Clypeaster europacificus
Clypeaster europacificus är en sjöborreart som beskrevs av Hubert Lyman Clark. Clypeaster europacificus ingår i släktet Clypeaster och familjen Clypeasteridae. Inga underarter finns listade i Catalogue of Life.